# Liste von Sendeanlagen in Berlin
Die Liste von Sendeanlagen in Berlin umfasst bestehende und ehemalige Sendeanlagen insbesondere für Fernsehen, Hörfunk, Amateurfunk, Mobilfunk und Richtfunk in Berlin.

## Sendeanlagen
| Name                             | Ortsteil   | Berg        | Höhe (m) | Baujahr | Besitzer der Immobilie        | Funktionen                                                              | Bemerkungen |  |
| -------------------------------- | ---------- | ----------- | -------- | ------- | ----------------------------- | ----------------------------------------------------------------------- | --- |  |
| Berliner Fernsehturm             | Mitte      | -           | 368      | 1969    | Deutsche Funkturm             | UKW, DAB, DVB-T2, Richtfunk                                             | Höchstes Bauwerk in Deutschland                                                                                 |  |
| Berliner Funkturm                | Westend    | -           | 146,78   | 1926    | Land Berlin                   | Nichtöffentlicher mobiler Landfunk, BOS-Funk (Polizeifunk), Amateurfunk | Funkturm, bis 1973 Hörfunk- und bis 1989 Fernsehsender                                                          |  |
| Fernmeldeturm Berlin-Schäferberg | Wannsee    | Schäferberg | 212      | 1964    | Deutsche Funkturm             | UKW, DVB-T2, Richtfunk                                                  | |  |
| Richtfunkanlage Berlin-Frohnau   | Frohnau    | -           | 117,5    | 1971    | ? (ehemals Deutsche Funkturm) | Richtfunk, Mobilfunk                                                    | freistehender Stahlfachwerkturm, der 1980 erbaute 358 Meter hohe Gittermast daneben wurde Anfang 2009 gesprengt |  |
| Fernsehturm Müggelberge          | Köpenick   | Müggelberge | 31       | 1955    | Deutsche Funkturm             | Richtfunk, Mobilfunk                                                    | Turmstumpf |  |
| Sender Berlin-Scholzplatz        | Westend    | -           | 230      | 1963    | Rundfunk Berlin-Brandenburg   | DVB-T2, UKW                                                             | |  |
| Sender Berlin-Schöneberg         | Schöneberg | -           | 57       | 2016    | Deutsche Telekom              | UKW                                                                     | Stahlfachwerkturm auf dem ehemaligen Fernmeldeamt 1 in der Winterfeldtstraße                                    |  |

## Ehemalige Sendeanlagen
| Name                            | Ortsteil  | Höhe (m)                                           | Baujahr | Abriss | Funktionen         | Bemerkungen |
| ------------------------------- | --------- | -------------------------------------------------- | ------- | ------ | ------------------ | --- |
| Sender Berlin-Britz             | Britz     | SO-Mast: 146 m, NW-Mast: 160 m, Kreuzdipol: 30,5 m | 1946    | 2015   | MW, KW, UKW        | Südostmast (146 m) Ende 2012 demontiert, 990-kHz-Mittelwelle im September 2013 eingestellt, Nordmast 2015 abgerissen, KW-Dipole demontiert, MW-Kreuzdipol demontiert                                                                                       |
| Sender Berlin-Dahlem            | Dahlem    | 126                                                | 1967    | 1996   | MW, UKW, TV        | Ausstrahlung der Programme von AFN Berlin bis 1994 |
| Sender Köpenick                 | Köpenick  | J1-/J2-Mast: 248 m Flächenantennen: 50 m           | 1952    | 2002   | MW, UKW, Richtfunk | z. T. auch als „Sender Uhlenhorst“ bezeichnet; ursprünglich zwei Rohrmasten (J1 und J2) als Strahler und Reflektor, später zusätzlich zwei Dreieckflächenantennen an je drei Stahlfachwerkmasten und Richtfunkmast zur Programmzuführung; Stilllegung 1993 |
| Sender Olympiastadion           | Westend   | 181                                                | 1951    | 2005   | UKW, TV            | Ausstrahlung von BBC World Service und der Programme von BFBS bis 1994 |
| Sender Postbank-Hochhaus        | Kreuzberg |                                                    | 1971    | 2023   | UKW                | Ausstrahlung von mehreren UKW-Sendern bis 2016; die beiden Sendemasten auf dem Dach des Hochhauses wurden 2023 demontiert |
| Sender Berlin-Stallupöner Allee | Westend   | 130, 45                                            | 1946    | 2006   | MW                 | Ende 2005 abgeschaltet |
| Sender Tegel                    | Tegel     | 86                                                 | 1933    | 1948   | MW                 | bis 1945 Reichssender Berlin, danach Berliner Rundfunk |
| Sender Berlin-Waidmannslust     | Wittenau  | 126                                                | 1957    | 2003   | UKW                | Ausstrahlung von Radio Forces Françaises de Berlin (FFB) bis 1994 |